# Colomiers Gare (métro de Toulouse)
Cet article concerne la future station du métro de Toulouse. Pour la gare SNCF, voir Gare de Colomiers.
Colomiers Gare est une future station de la ligne C du métro de Toulouse, située à Colomiers, qui sera son terminus ouest et la station suivante vers Labège est Fontaine Lumineuse. Elle permettra la correspondance avec la gare de Colomiers. Les travaux débutent en 2023, pour une mise en service envisagée en 2028.

## Caractéristiques
La station se situera sur la commune de Colomiers, deuxième ville de Haute-Garonne, située dans la banlieue ouest de Toulouse. Elle sera localisée dans le centre de la ville, au niveau de la gare, afin de permettre une connexion avec les TER (et notamment la ligne C), ainsi qu'avec les lignes de bus Tisséo vers Colomiers, mais aussi Tournefeuille ou Plaisance-du-Touch par exemple. Alors qu'un viaduc avait été envisagé au départ pour desservir la station,, le tracé validé par Tisséo-Collectivités indique que la station sera souterraine et les voies traversant Colomiers seraient entièrement souterraines.
Pour ce qui est de l'emplacement précis de la station, Tisséo indique que la station se situerait sur le parvis de la gare SNCF, à proximité de l'échangeur n°4 de la route nationale 124.
La station se situera sur la ligne ligne C, future troisième ligne du métro toulousain. Elle reliera la station jusqu'à Labège, en passant par Blagnac, le nord et l'ouest toulousain, le centre-ville de Toulouse, ainsi que les usines d'Airbus.
L'arrivée du métro permettra des gains de temps de transports considérables : l'aéroport de Toulouse-Blagnac se retrouvera à 15 minutes de Colomiers, la gare Matabiau à 20 minutes et Labège à 35 minutes.
Étant située juste à côté de la route nationale 124, la station comportera un parc relais. Par ailleurs, il en existe déjà un sur l'actuelle gare de Colomiers, d'une capacité de 214 places. Tisséo prévoit que ce parc relais comporte 1 000 places de stationnement, et prévoit en plus l'implantation d'une gare bus et de 150 places de stationnement pour vélos : 100 à accès réglementé et 50 sur le parvis. De plus, une aire de dépose/reprise covoiturage devrait être implantée sur la station.

## Construction
Comme l'ensemble de la ligne C du métro de Toulouse, le début des travaux intervient en 2023, pour une mise en service programmée en 2028.
La station servira de point d'entrée pour un des tunneliers de la ligne.

## Aménagement culturel
La station accueillera une œuvre de l'artiste contemporain Lilian Bourgeat.

## Prolongement futur
Un prolongement à l'ouest de la ligne est envisagé par Tisséo, vers le quartier En Jacca de Colomiers.